# Solitude Aeturnus
Solitude Aeturnus ist eine unter dem Namen Solitude gegründete Epic-Doom-Band aus Dallas, Texas.

## Geschichte
Gegründet wurde die Band im Jahr 1987 unter dem Namen Solitude, nachdem John Perez die Thrash-Metal-Band Rotting Corpse Anfang 1987 verlassen hatte; statt Thrash Metal wollte er mit seiner neuen Band jedoch Doom Metal spielen. Im Laufe des folgenden Jahres stellte er eine Besetzung zusammen, die aus Brad Kane (Schlagzeug), Kris Gabehardt von der Death-Metal-Band Death Tripper (Gesang), Tom Martinez (Gitarre) und Chris Hardin (Bass) bestand. Nachdem die Band bis Dezember 1987 Stücke geschrieben und geprobt hatte, ging sie im Januar 1988 ins Studio und spielte die Demoaufnahme Justice for All ein; diese trägt beinahe denselben Titel wie das ebenfalls 1988 veröffentlichte Metallica-Album ...And Justice for All, die Band betont jedoch, dass ihre Veröffentlichung ungefähr sieben Monate vor Metallicas Album erschien. Die Reaktionen auf erste Konzerte nach der Veröffentlichung von Justice for All waren laut der Band „bestenfalls lauwarm“. Ende 1988 entstand eine neue Besetzung mit Perez und Edgar Rivera an den Gitarren, Robert Lowe am Gesang, Lyle Steadham am Bass und John „Wolf“ Covington am Schlagzeug, die bis 1996 hielt und eine neue Demoaufnahme einspielte, die wiederum die Aufmerksamkeit der Plattenfirma King Klassic erregte. 1989 musste die Band sich in Solitude Aeturnus umbenennen.
Im Januar 1990 betrat die Band das Dallas Sound Lab, um ihr Debütalbum Into the Depths of Sorrow aufzunehmen. Nach einem laut der Band „desaströsen“ ersten Mix ging die Band zurück in die Sound Logic Studios, wo die Demoaufnahmen entstanden waren. Laut der Band war es „ein Albtraum“, den Mix zu verbessern. Die Aufnahmen einschließlich Remix kosteten 3.000 US-Dollar und dauerten sieben Tage. Die Veröffentlichung verzögerte sich, da King Klassic das Geld fehlte; über einen Lizenzvertrag mit Roadrunner Records, wo die Band letztlich direkt unterschrieb, erschien das Album letztlich im Juli 1991, eineinhalb Jahre nach seiner Aufnahme. Es folgten keine Tourneen, die Band hatte inzwischen jedoch genug Lieder für ein zweites Album. Im März 1992 begann die Band mit den Aufnahmen zum zweiten Album Beyond the Crimson Horizon. erneut in den Sound Logic Studios; diesmal hatte sie ein bedeutend größeres Budget zur Verfügung. Das Album erschien im Juli 1992, und Ende November 1992 ging die Band mit Paul Di’Annos Band Killers auf eine sechswöchige US-Tournee, die von Solitude Aeturnus selbst als „großer Erfolg“ bezeichnet wurde. Im Februar 1993 kündigte Roadrunner Records der Band, was diese als Erleichterung betrachtete, da sie von der Plattenfirma nach eigenen Angaben nicht ausreichend unterstützt wurde. Auf Wunsch des Major-Labels Columbia Records wurde 1993 eine Demoaufnahme mit drei Stücken für diese eingespielt. Die Band blieb jedoch ohne Vertrag, bis sie im Dezember 1993 that bei Pavement Music unterschrieb. Für die Aufnahme ihres dritten Albums Through the Darkest Hour im März 1994 reiste die Band nach England, wo es in den Rhythm Studios aufgenommen wurde. Nach der Veröffentlichung im August 1994 und Verhandlungen über mehrere Monate ging die Band mit Mercyful Fate auf eine sechswöchige US-Tournee, der eine erste Europatournee mit der Doom-Metal-Band Revelation folgte. Nach dieser legte die Band eine längere Pause ein.
Im April 1996 kehrte die Band zurück und begann mit den Aufnahmen für das nächste Album. Zu dieser Zeit gründete Perez außerdem Brainticket Records und nahm unter dem Namen The Liquid Sound Company ein Soloalbum auf. Das Solitude-Aeturnus-Album Downfall wurde in Dallas aufgenommen und war sowohl laut Detlef Dengler vom Metal Hammer als auch der Band selbst extrem schlecht produziert, weshalb diese äußerst unzufrieden mit dem Album war. Lyle Steadham der einen bedeutenden Beitrag zur Band geleistet hatte, verließ diese kurz nach den Aufnahmen und gründete die Punk-Band The Killcreeps sowie später Ghoultown. Die Band rekrutierte Teri Pritchard von Last Chapter als temporären Bassisten. In dieser Besetzung ging die Band im April 1996 mit der schwedischen Power-Metal-Band Morgana Lefay auf Europatournee. Die Band trennte sich von Pavement Music und nahm Steve Moseley, einen langjährigen Freund und Anhänger der Band, als Bassisten auf. Sie unterschrieb im Dezember 1997 bei Massacre Records und nahm im März 1998, erneut in den Rhythm Studios in England, das Album Adagio auf, das im Juni 1998 erschien und von der Band als ihr Meisterwerk betrachtet wird. Im September 1998 ging die Band mit Saviour Machine auf Europatournee. Im Januar 1999 erschien eine US-Veröffentlichung von Adagio über Olympic Records, die durch den Vertrieb über PolyGram den Bekanntheitsgrad der Band erheblich steigerte. In den folgenden Jahren wurde es ruhiger um Solitude Aeturnus. John Perez spielte mit The Liquid Sound Company ein zweites Psychedelic-Rock-Album, Inside the Acid Temple, ein und arbeitete an Brainticket Records. Steve Moseley, Robert Lowe und John „Wolf“ Covington wiederum gaben unter dem Namen Concept of God für einige Jahre Konzerte in der näheren Umgebung.
Anfang 2001 wurde ein neues Album aufgenommen, das 2006 unter dem Titel Alone erschien; in der Zwischenzeit verließen Edgar Rivera und John Covington die Band, die nach mehreren kurzzeitigen Besetzungen schließlich Schlagzeuger Steve Nichols und Bassist James Martin aufnahm. Die Musikzeitschrift Metal Hammer kürte Alone zum Album des Monats Dezember noch vor Killswitch Engage und My Chemical Romance und zum besten Doom-Metal-Album 2006. Perez erklärte die lange Pause damit, dass es „immer schwieriger“ werde, „richtig gute Lieder zu komponieren und Ideen zu finden“. Außerdem sei Sänger Robert Lowe „mehrmals für längere Zeit krank“ gewesen, „dann hatten wir Besetzungswechsel zu verkraften, was mich sehr mitnahm. Außerdem ist man mit steigendem Alter immer mehr in anderen Bereichen des Lebens involviert. Wir haben Familien zu ernähren.“ Für 2007 kündigte er außerdem „eine rohe, sehr extreme Old-School-Black-Metal-Scheibe“ an. Lowe trat im Januar 2007 die Nachfolge von Messiah Marcolin bei Candlemass an; er sah „darin kein Problem, da er mit Solitude Aeturnus, die nur sporadisch touren, ‚nicht hundertprozentig ausgelastet ist‘“.
Anfang 2007 ging die Band auf eine kurze Tournee durch Griechenland und Deutschland. Im Februar 2007 wurde ein Auftritt für eine DVD-Veröffentlichung über Metal Mind Productions im Frühling 2007 gefilmt; dort wurden auch die ersten beiden Alben neu gemastert wiederveröffentlicht. 2010 erschien In Times of Solitude.

## Musikstil
Da Perez ein Anhänger black-sabbath-beeinflusster, schwerer Klänge der frühen 1980er-Jahre und von Bands wie Witchfinder General, Saint Vitus, Black Hole und dem Candlemass-Vorläufer Nemesis war, stand von Anfang an fest, dass die Band Doom Metal spielen sollte. Die Reaktionen auf erste Konzerte waren laut der Band „bestenfalls lauwarm, da niemand in der Gegend wusste, was er von einer Band halten sollte, die wirklich ultraschwer, langsam und mit Melodie spielte“. Den Klang des Debütalbums Into the Depths of Sorrow beschreibt sie als trotz der Probleme mit dem ersten Mix „großartig, wenngleich roh“. Der Nachfolger Through the Darkest Hour war laut der Band simpler und schwerer gehalten, allerdings wurde die Band vom Metal Hammer auch dem Progressive Metal zugeordnet. Perez zufolge basiert die Musik „primär auf Riffs, Melodien und Atmosphäre, und wir wollen uns keinesfalls wiederholen, sondern höchste Qualität abliefern“. Neben dem Doom Metal gehören auch von Michael Schenker und Mercyful Fate beeinflusste Gitarrensoli zu den Einflüssen der Band. Perez war „früher sehr von Metal Church, alten Savatage, Slayer, Metallica, Omen und Cirith Ungol beeinflusst. Jedoch registrierte ich nicht genau, dass ich kompositorisch in eine Richtung tendierte, die damals lediglich Candlemass spielten. Aber ich liebe Heavy Metal als Gesamtpaket – und nicht nur Teilbereiche davon. Deshalb wirken wir wahrscheinlich vielseitiger.“
Alone bietet laut Detlef Dengler vom Metal Hammer „eine volle Stunde betörende Emotionalität, grandiose Spieltechnik, bis ins tiefste Innere berührenden Gesang und spannend inszenierte Songs. Doom Metal in Vollendung. Die Texaner besitzen die Gabe, durch griffiges Riffing und intelligente Aufbauten eine Dramatik zu erzeugen, die einfach nur so fesselt.“ Scent of Death beginnt mit einem orientalisch inspirierten Riff, während das Eröffnungssolo des schnelleren Waiting for the Light an die Gitarrenarbeit von Michael Denner und Hank Shermann bei Mercyful Fate erinnert. Für Blessed Be the Dead sind der verfremdete Gesang, Moll-Melodien und „ein tränentreibendes Solo im Mittelteil“. Sighless wiederum orientiert sich am Power Metal. Er beschreibt es als „[n]icht vergleichbar mit Siebziger-beeinflussten Truppen wie Saint Vitus, Pentagram oder Trouble, sondern modern, heavy, mit einschmeichelnden Melodien versehen und eher in Candlemass-Nähe ansiedelbar“. Sein Kollege Christian Hector bezeichnete die zweistimmigen Passagen als bewegend, Schöwe beschrieb Alone als „gediegenes Heavy Metal-Album mit starkem Doom-Einschlag, das Epik und Power miteinander verbindet […]. Denn Doom-Königen von Candlemass können Solitude Aeturnus allerdings nicht ins Kerzenlicht pissen.“ Die Texte des Albums beschäftigen sich mit religiösen Themen.

## Diskografie
- Justice for All (Demo, 1988, als Solitude)
- Into the Depths of Sorrow (1991)
- Beyond the Crimson Horizon (1992)
- Through the Darkest Hour (1994)
- Downfall (1996)
- Adagio (1998)
- Alone (2006)
- In Times of Solitude (2010)

## VHS/DVDs
- Days of Doom (1994)(VHS)
- Hour of Despair (2007) (DVD)